# الصومعة (الحد)

تعديل مصدري - تعديل

الصومعة هي إحدى قرى عزلة الحد بمديرية الحد التابعة لمحافظة لحج، بلغ تعداد سكانها 622 نسمة حسب تعداد اليمن لعام 2004.